# Kaidach

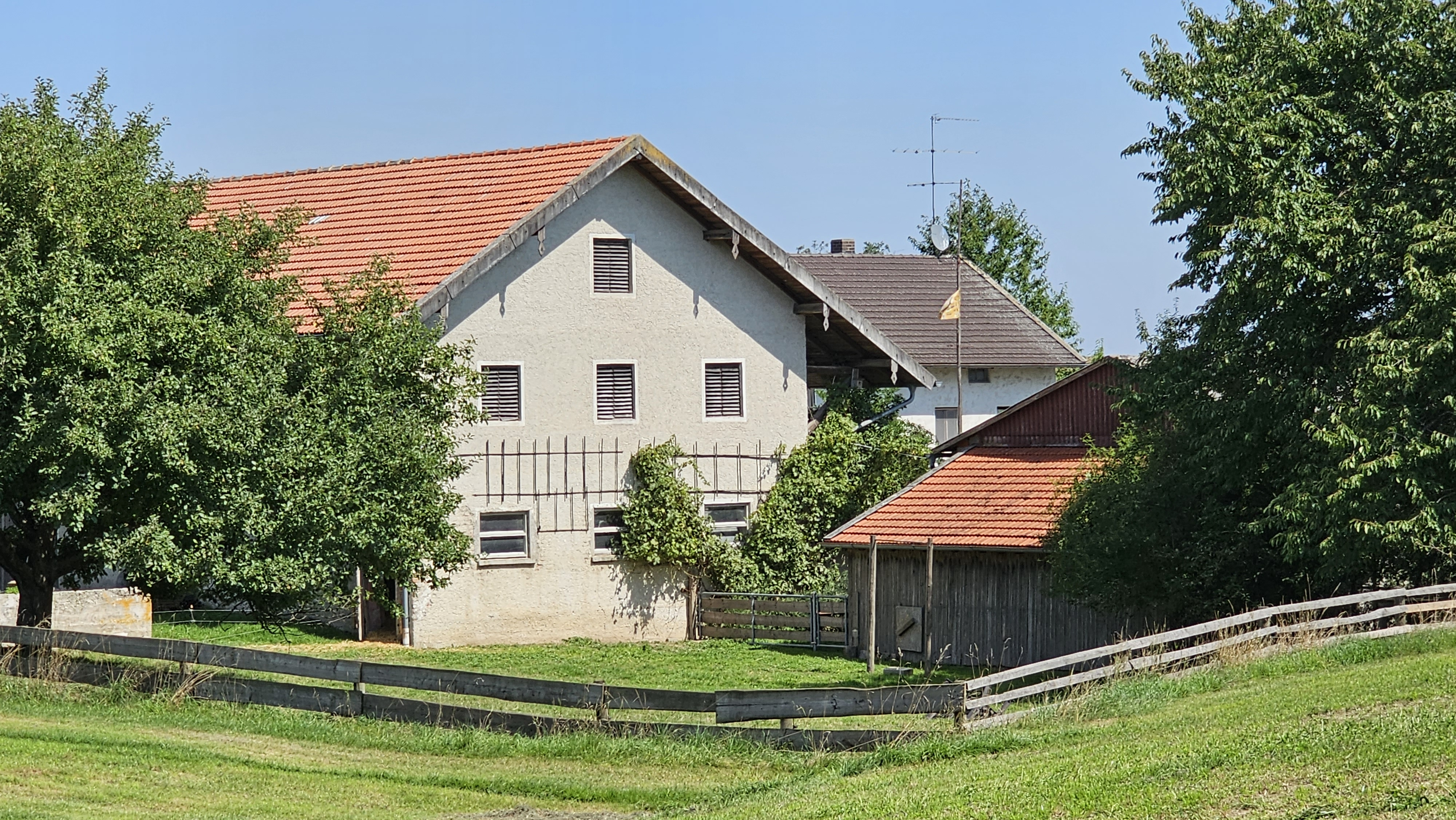
Kaidach 5

Kaidach ist ein Gemeindeteil der Stadt Dorfen im oberbayerischen Landkreis Erding.

## Lage
Der Weiler bei Kaidach liegt 200 Meter nördlich der Autobahn A 94, 600 Meter nordwestlich des Rastplatzes Fürtholz-Nord und 2,5 Kilometer südöstlich von Dorfen.

## Geschichte
Bis zu der Auflösung 1806 gehörte Kaidach zum Amt Kirchdorf in dem zum bayerischen Kurfürstentum eingegliederten Grafschaft Haag. 1818 entstand mit dem Gemeindeedikt die Gemeinde Stollnkirchen zu der Kaidach eingegliedert wurde. Am 25. November 1864 wurde sie mit Stollnkirchen in die Gemeinde Schwindkirchen eingemeindet.

## Bevölkerungsentwicklung
Um 1871 gab es in Kaidach 25 Einwohner. Im Mai 1987 lebten dort 21 Einwohner in sechs Wohngebäuden, von denen eines in zwei Wohnungen aufgeteilt war.
| Jahr      | 1871 | 1925 | 1950 | 1970 | 1987 |
| Einwohner | 25   | 26   | 31   | 23   | 21   |